# Torre de Porto Pi
Der Torre de Porto Pi ist ein zum Leuchtturm umgebauter historischer Turm in Palma de Mallorca in Spanien.

## Lage
Er befindet sich südlich der Einfahrt zum Hafen Porto Pi im Südwesten von Palma de Mallorca im Gebiet des Port de Palma. Nördlich der Einfahrt befindet sich der Torre de Paraires.

## Architektur und Geschichte
Der untere Teil des Turms stammt vermutlich noch aus maurischer Zeit. Eine erste urkundliche Erwähnung eines Leuchtturms in diesem Bereich ist in einem Dokument vom 12. September 1300 überliefert, wobei sich der Leuchtturm noch an einer anderen Position befand. Mittels einer Kette zum nördlich gelegenen Torre de Paraires konnte die Zufahrt zum Hafen versperrt werden. König Pedro verfügte in einem Dokument 2. Dezember 1369 den Umbau des Turms zu einem Leuchtturm. In einer Höhe von 40 Meter über dem Meeresspiegel spendeten zwölf Öllampen das Licht. Wohl im Jahr 1613 entstand der heutige obere Teil des Turms.